# 富恩特斯卡里奧納斯山脈

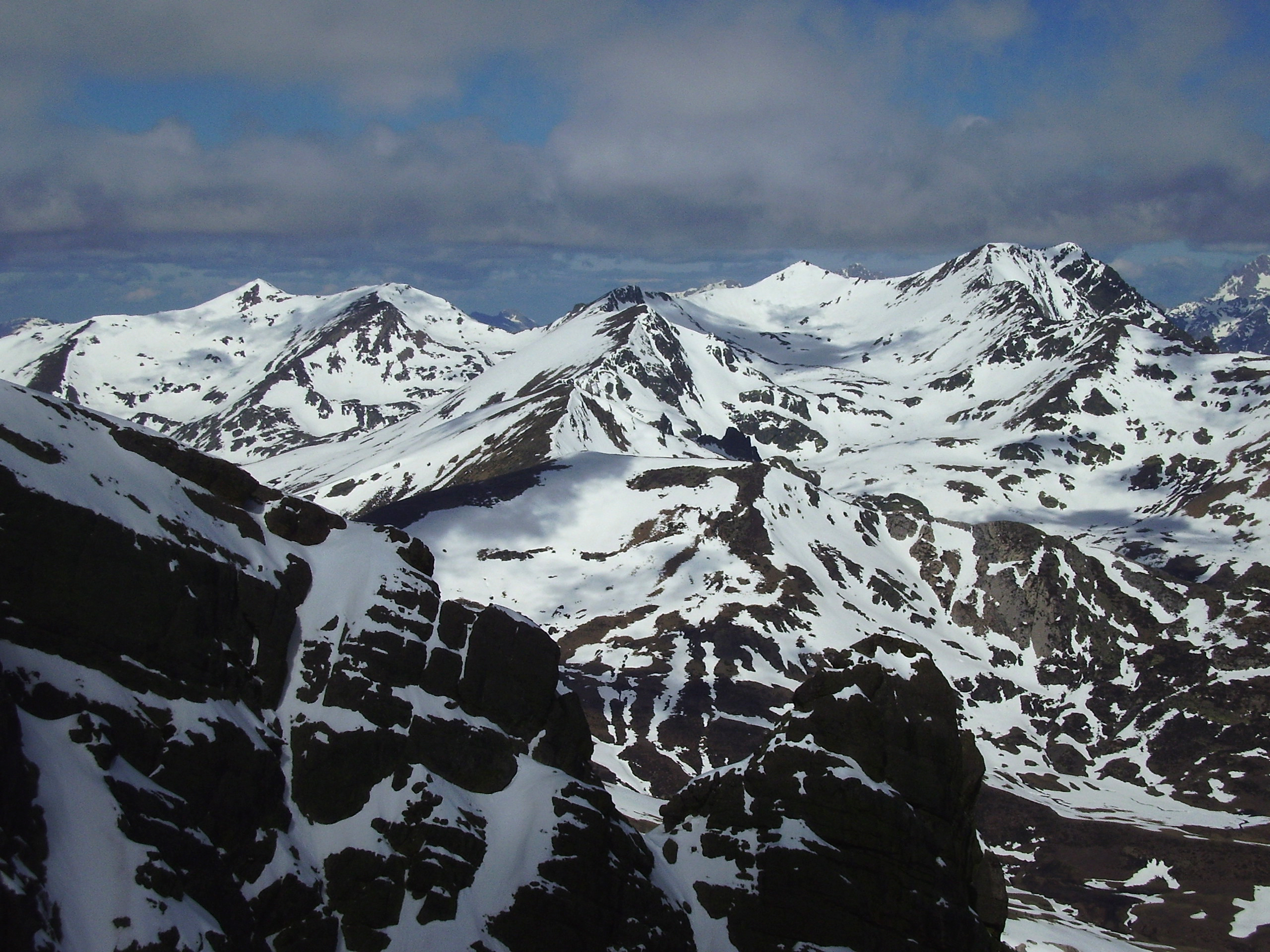

富恩特斯卡里奧納斯山脈（西班牙語：Fuentes Carrionas），是西班牙的山脈，位於該國北部帕倫西亞省，屬於坎塔布連山脈的一部分，是卡里翁河的發源地，最高點是海拔高度2,538米的佩尼亞普列塔峰。
43°00′49″N 4°43′53″W / 43.0136°N 4.73139°W